# Tianzhenosaurus
Tianzhenosaurus là một chi khủng long thuộc họ Ankylosauridae, được biết đến từ thành hệ Huiquanpu có niên đại Phấn trắng muộn, tại tỉnh Sơn Tây, Trung Quốc. Chi này bao gồm hai loài: Tianzhenosaurus youngi (loài điển hình) và Tianzhenosaurus chengi. Một số nhà nghiên cứu đã đề xuất rằng Tianzhenosaurus có thể là một danh pháp phụ junior (junior synonym) của Saichania, một loài ankylosaurine được phát hiện tại các thành hệ Barun Goyot và Nemegt.

## Khám phá và đặt tên

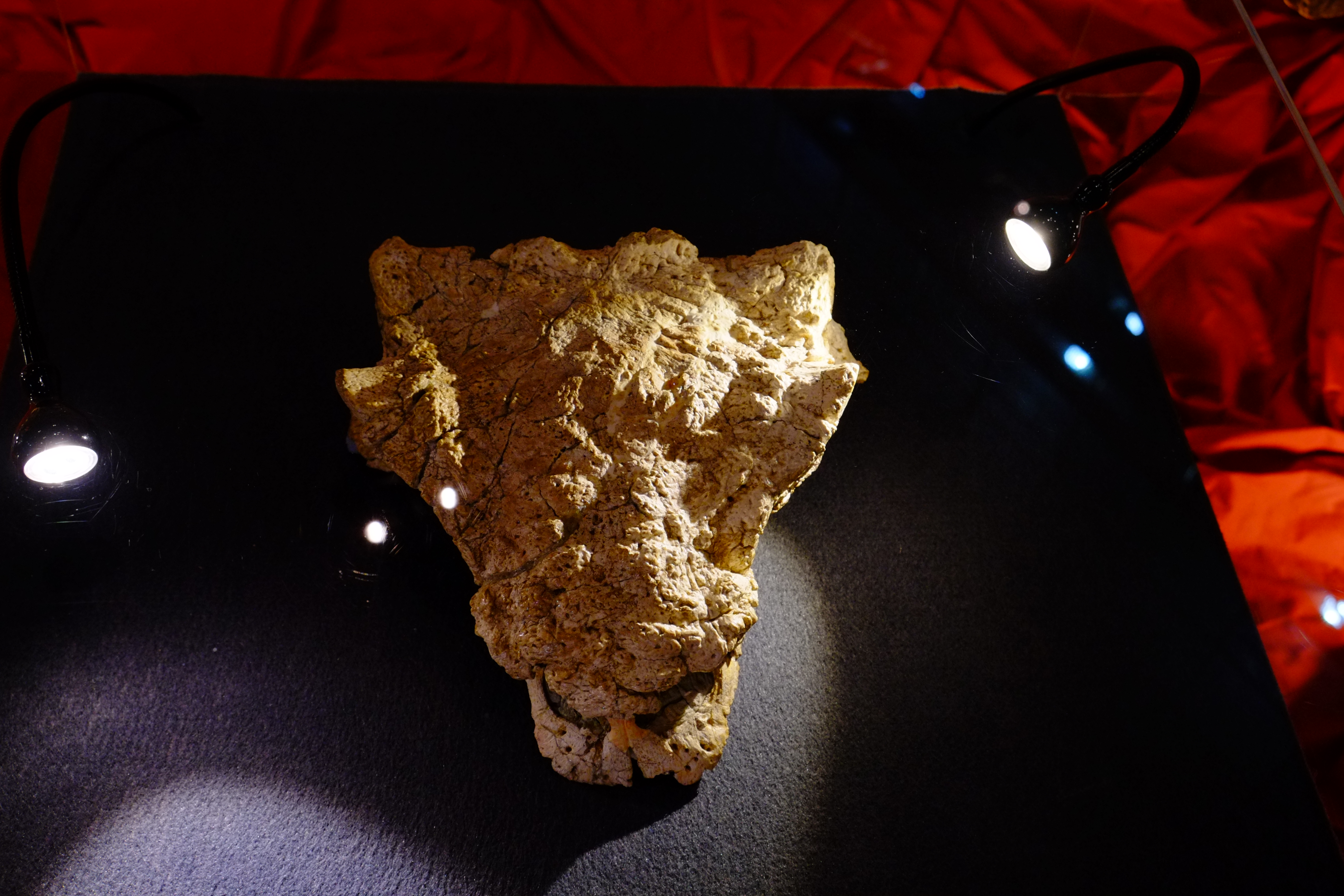
Hộp sọ nguyên mẫu của T. youngi

Năm 1983, các nhà cổ sinh vật học Bàng Kỳ Khánh (Pang Qiqing) và Trịnh Chính Vũ (Cheng Zhengwu) đã phát hiện các đốt sống cổ của một loài khủng long bọc giáp thuộc họ Ankylosauridae tại tỉnh Sơn Tây, Trung Quốc. Nhiều cuộc khai quật tiếp theo tại địa điểm này đã thu được hơn 2.300 mẫu vật, bao gồm các loài khủng long chân thằn lằn, khủng long chân thú, khủng long chân chim và ankylosauridae. Mẫu định danh của loài Tianzhenosaurus youngi, ký hiệu HBV-10001, là một phần hộp sọ. Hai mẫu phụ (paratype) cũng được gán cho loài này: HBV-10002 (một phần xương hàm dưới) và HBV-10003 (bao gồm các đốt sống cổ, đốt sống lưng, đốt sống đuôi, tổ hợp xương cùng, xương hông, đai vai, đai chậu, chi trước và sau kèm theo bàn tay và bàn chân, chùy đuôi và các tấm da hóa thạch). Các mẫu vật này được khai quật từ hệ tầng Hối Toàn (Huiquanpu Formation) và hiện được lưu giữ tại Bảo tàng Khoa học Trái đất, Đại học Địa chất Hà Bắc, Thạch Gia Trang.
Danh pháp chi Tianzhenosaurus bắt nguồn từ tên huyện Thiên Trấn (Tianzhen County) kết hợp với từ tiếng Hy Lạp cổ đại "sauros" (nghĩa là "thằn lằn"). Danh pháp loài youngi nhằm vinh danh Giáo sư Dương Trung Kiện (Yang Zhongjian, còn gọi là C. C. Young), người có đóng góp to lớn cho ngành cổ sinh vật học có xương sống ở Trung Quốc.
Năm 1999, nhà cổ sinh vật học Sullivan cho rằng Tianzhenosaurus là một danh pháp đồng nghĩa muộn của Saichania do hộp sọ của hai chi này có hình thái tương tự. Ngoài ra, ông cũng coi Shanxia là đồng nghĩa muộn của Tianzhenosaurus vì đặc điểm chẩn đoán duy nhất của Shanxia được cho là biến đổi trong nội bộ một loài, tương tự như ở Euoplocephalus. Arbour và Currie (2015) cũng tái khẳng định rằng Tianzhenosaurus là đồng nghĩa muộn của Saichania dựa trên các luận điểm tương tự của Sullivan (1999), tuy nhiên họ lưu ý rằng nếu xương cánh tay (humerus) của Tianzhenosaurus được chứng minh là khác biệt so với Saichania thì chi này có thể được xem là một đơn vị phân loại độc lập.
Năm 2024, các nhà nghiên cứu Bàng Kỳ Khánh, Lý Chí Quang và Quách Chấn đã mô tả loài mới Tianzhenosaurus chengi dựa trên mẫu chuẩn HBV-10004 (một hộp sọ) và mẫu phụ HBV-10005 (bộ xương gần như hoàn chỉnh). Tên loài nhằm vinh danh nhà cổ sinh vật học Trịnh Chính Vũ với những đóng góp cho ngành cổ sinh học tại Sơn Tây. Các tác giả đã xác định một số đặc điểm hộp sọ có thể dùng để phân biệt Tianzhenosaurus với các loài ankylosaurid châu Á khác như Saichania, Talarurus và Shanxia. Các mẫu vật này cũng được khai quật từ cùng lớp địa tầng với T. youngi.

## Mô tả

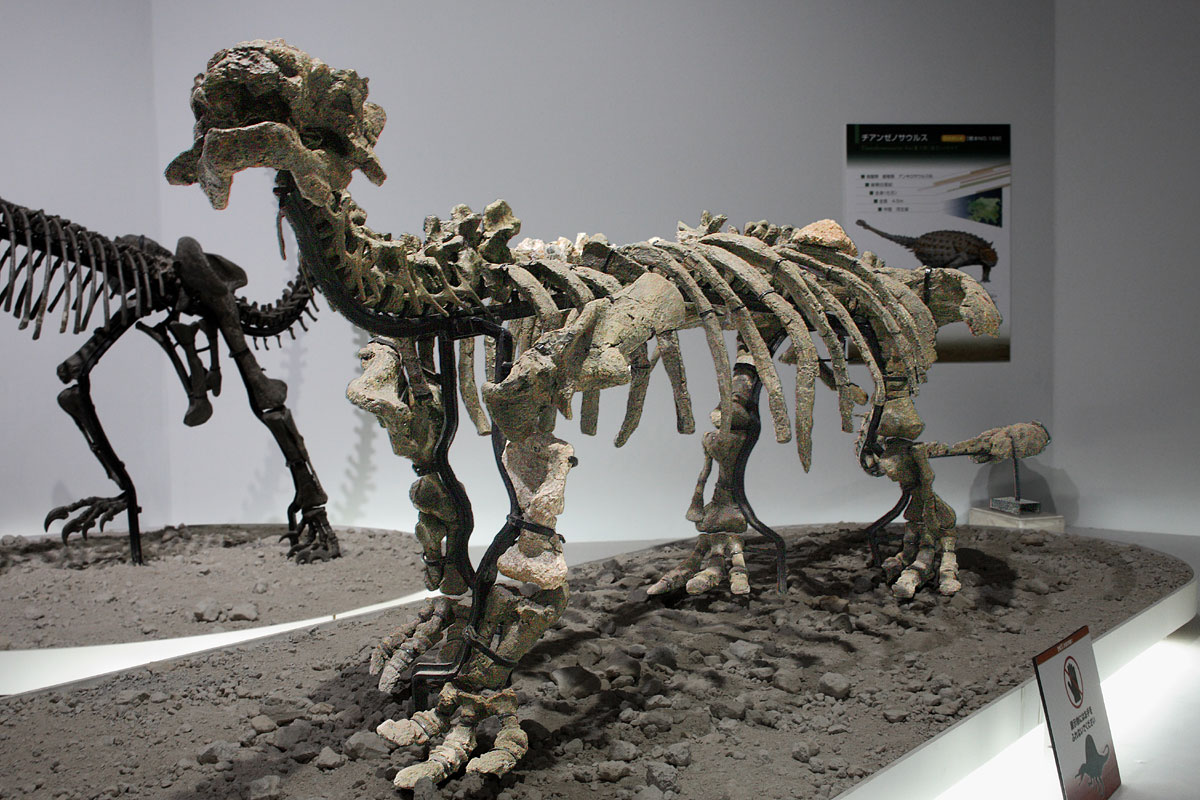
Bộ xương phục dựng của T. youngi

Pang và Cheng (1998) đã phân biệt Tianzhenosaurus với tất cả các loài thuộc họ Ankylosauridae khác dựa trên các đặc điểm sau: hộp sọ dẹt, thấp, có kích thước trung bình và hình tam giác cân; mái sọ được bao phủ bởi các nốt xương không đều; xương tiền hàm trước (premaxilla) tương đối dài; hốc mắt nhỏ được bao quanh bởi một vòng xương; lỗ mũi kéo dài theo chiều ngang; xương septomaxilla không ngăn cách các lỗ mũi; dãy răng hàm trên hơi hội tụ về phía sau; nền sọ (basicranium) ngắn; xương maxilloturbinal nằm ở phần bên của vòm miệng; vùng chẩm thẳng đứng; lồi cầu chẩm hẹp và cao; lồi cầu chẩm không nhìn thấy được từ mặt lưng; xương opisthotic kéo dài xuống dưới theo một đường cong; xương hàm dưới sâu với bờ bụng lồi; không có trang trí xương trên xương hàm dưới; răng có viền (cingula) ở mặt ngoài (labial), phần chân răng phình ra và có gờ giữa ở mặt trong (lingual); đốt sống cổ ngắn và hai đầu lõm (amphicoelous); đốt sống lưng dài và dẹt ở cả hai đầu; có tám đốt sống dính liền nhau ở vùng xương cùng; đốt sống đuôi trước ngắn và dày; đốt sống đuôi sau hẹp và kéo dài, kết thúc bằng một chùy đuôi; xương vai hình bản chữ nhật; hai đầu gần và xa của xương cánh tay nở vừa phải và không bị xoắn; xương đùi dày, không có mấu thứ tư (fourth trochanter); xương cổ chân – bàn chân và các ngón chân mang đặc trưng điển hình của họ Ankylosauria.

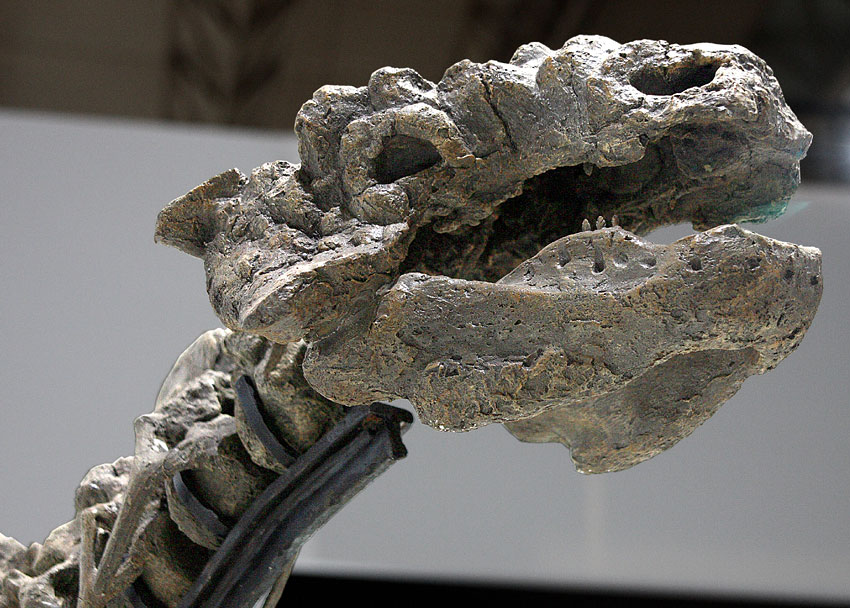
Hộp sọ phục dựng của T. youngi

Pang & Cheng (1998) lưu ý rằng hình thái hộp sọ tổng thể của Tianzhenosaurus giống với Saichania vì cả hai loài đều có hộp sọ hình tam giác cân, vị trí hốc mắt nằm ở phần giữa – phía sau của hộp sọ, lồi cầu chẩm không nhô ra ngoài mép sau của mái sọ, và mái sọ được bao phủ bởi các bản xương da và nốt xương. Tuy nhiên, Pang & Cheng cũng nhận thấy Tianzhenosaurus có những điểm tương đồng với Ankylosaurus như cùng có hộp sọ hình tam giác, các gai xương da không đều bao phủ mái sọ, dãy răng hàm trên tách dần ra phía sau, lồi cầu chẩm mở rộng theo chiều ngang, và xương opisthotic kéo dài theo phương ngang mà không cong xuống phía dưới.